# Rānīpur
Rānīpur är en ort i Indien.   Den ligger i distriktet Jhānsi och delstaten Uttar Pradesh, i den centrala delen av landet, 400 km söder om huvudstaden New Delhi. Rānīpur ligger 222 meter över havet och antalet invånare är 18 820.
Terrängen runt Rānīpur är platt. Runt Rānīpur är det tätbefolkat, med 343 invånare per kvadratkilometer. Det finns inga andra samhällen i närheten. Trakten runt Rānīpur består till största delen av jordbruksmark.